# Je t'aime... moi non plus
«Je t'aime... moi non plus» («Yo te amo... yo tampoco», en español) es una canción francesa con letra y música de Serge Gainsbourg y arreglos de Arthur Greenslade. Sus principales intérpretes fueron el mismo Gainsbourg y Jane Birkin a dúo. Fue editada en Francia por el sello Philips/Phonogram con número de catálogo 884 840-7 y en Reino Unido por el sello Major-Minor.

## Historia
La canción fue grabada originariamente en 1968 por Serge Gainsbourg y su amante de entonces Brigitte Bardot. La instrumentación se inspiraba claramente en el reciente éxito «A Whiter Shade of Pale» del grupo Procol Harum (retitulado en España como «Con su blanca palidez»). Esta primera grabación corrió a cargo de Michel Colombier, un músico de larga trayectoria que décadas después sería contratado por Madonna para su álbum Music y para «Die Another Day», canción para la saga de James Bond. 
La grabación de Gainsbourg y Bardot se radió muy pocas veces causando un gran escándalo y Bardot le pidió a Gainsbourg que no la publicase en formato de disco, lo que Gainsbourg aceptó. La explicación oficial afirmaba que el disco no se publicó por la oposición del marido de Bardot, Gunter Sachs, lo que resulta extraño teniendo en cuenta que era un conocido magnate de Playboy. Más bien se cree que Sachs intuía que su esposa y Gainsbourg tenían una aventura y Bardot procuró evitar el conflicto. La grabación de Gainsbourg con Brigitte Bardot sería publicada en 1986, con la aprobación de la actriz, y con el fin de recaudar dinero para fines benéficos.
En ese mismo año 1968, Gainsbourg conoció a la actriz inglesa Jane Birkin y se enamoró de ella. Ambos grabaron una nueva versión de la canción que fue publicada en 1969.

## Letra
El título de la canción viene de la conocida cita atribuida a Dalí: "Picasso es español, yo también. Picasso es un genio, yo también. Picasso es comunista, yo tampoco".
La letra de la canción es un diálogo imaginario que se produce en un encuentro sexual entre dos amantes. Es muy conocida por la repetición de la frase del título, que se traduce como Yo te amo... Yo tampoco, distorsionada por los gemidos de Birkin. Entre las frases de la canción se destacan:
- "Je vais et je viens, entre tes reins" (Voy y vengo, entre tus caderas, literalmente: Voy y vengo, entre tus riñones)
- "Tu es la vague, moi l'île nue" (Tú eres la ola, yo la isla desnuda)
- "L'amour physique est sans issue" (El amor físico es un callejón sin salida)

## Controversia
El tema fue polémico porque ninguna canción había representado hasta el momento un acto sexual tan directo, ni siquiera durante la revolución sexual de los años 1960. Está cantada en susurros, de forma sugerente, y la letra evoca el tabú del sexo sin amor. Además, Jane Birkin simula un orgasmo en la canción. Fue fundamentalmente esta la causa por la que la canción fue prohibida en las radios de Argentina, Brasil, España, Islandia, Italia, Polonia, Portugal, Reino Unido, Suecia y Yugoslavia, y denunciada por el Vaticano y censurada por el periódico L'Osservatore Romano. Un reportaje incluso indicó que el Vaticano excomulgó al ejecutivo de grabación que lo lanzó en Italia. Birkin dice que Gainsbourg denominó al Papa "nuestro mayor relaciones públicas (RP)".

## Éxito comercial
La canción fue un indiscutible éxito en toda Europa a pesar de la censura. Alcanzó el puesto número 1 en ventas en el Reino Unido y el 58 en Estados Unidos.
| Lista (1969)                           | Máxima posición |
| -------------------------------------- | --------------- |
| Ö3 Austria Top 40                      | 1               |
| German Musikmarkt/Media Control Charts | 3               |
| Países Bajos (Mega Single Top 100)     | 2               |
| Irish Singles Chart                    | 2               |
| México (Radio Mil)                     | 5               |
| VG-lista de Noruega                    | 1               |
| Top 100 Singles suiza                  | 1               |
| UK Singles Chart                       | 1               |
| US Billboard Hot 100                   | 58              |

## Algunas versiones
- 1967 - Serge Gainsbourg y Brigitte Bardot (No disponible hasta la década de 1980)
- 1969 - Serge Gainsbourg y Jane Birkin
- 1969 - Harry J Allstars
- 1969 - Leonardo Álvarez y Carmenza Duque, invitada especial Gloria Cecilia Gómez
- 1969 - César Costa
- 1971 - Frankie Howerd y June Whitfield como "Up je t'aime", una parodia
- 1972 - Hot Butter (instrumental)
- 1974 - Abigail (actriz)
- 1975 - Judge Dread
- 1977 - Saint Tropez "Je T`aime" nombre del álbum
- 1978 - Giorgio Moroder y Donna Summer (versión grabada para la banda sonora de la película Thank God it's Friday).
- 1981 - Einstürzende Neubauten en el disco "Kollaps" aparece etiquetada como "Jet'm"
- 1986 - René y Yvette de 'Allo 'Allo
- 1992 - Chayanne y Natalie como "Exxtasis"
- 1993 - Misty Oldland como "A Fair Affair"
- 1995 - Nick Cave y Anita Lane como "I love you...nor do I"
- 1997 - Cibo Matto
- 1997 - Willy Crook & The Funky Torinos
- 1998 - Pet Shop Boys y Sam Taylor-Wood
- 1999 - Vertigogo (Rafa Legísima y Diana García Pelayo)
- 2001 - Sven Väth y Miss Kittin
- 2003 - Kylie Minogue (Como parte promocional de su marca de lencería LoveKylie)
- 2003 - Brian Molko (Placebo) y Asia Argento
- 2004 - Kylie Minogue (Money Can't Buy, cantada en un mashup con Breathe)
- 2004 - La Costa Brava
- 2006 - Cat Power y Karen Elson
- 2011 - Jason Kouchak
- 2012 - Madonna (En el Olympia, París)